# Proctonemesia multicaudata
Proctonemesia multicaudata är en spindelart som beskrevs av Bauab Vianna, Soares 1978. Proctonemesia multicaudata ingår i släktet Proctonemesia och familjen hoppspindlar. Inga underarter finns listade i Catalogue of Life.